# Санта-Роза (Нью-Мексико)
Санта-Роза (англ. Santa Rosa) — місто (англ. city) в США, в окрузі Гвадалупе штату Нью-Мексико. Населення — 2850 осіб (2020).

## Географія
Санта-Роза розташована за координатами 34°56′8″ пн. ш. 104°40′34″ зх. д. / 34.93556° пн. ш. 104.67611° зх. д. (34.935463, -104.675983).  За даними Бюро перепису населення США в 2010 році місто мало площу 12,93 км², з яких 12,87 км² — суходіл та 0,07 км² — водойми.

### Клімат
| Клімат : Санта-Роза   | Клімат : Санта-Роза | Клімат : Санта-Роза | Клімат : Санта-Роза | Клімат : Санта-Роза | Клімат : Санта-Роза | Клімат : Санта-Роза | Клімат : Санта-Роза | Клімат : Санта-Роза | Клімат : Санта-Роза | Клімат : Санта-Роза | Клімат : Санта-Роза | Клімат : Санта-Роза | Клімат : Санта-Роза |
| Показник              | Січ.                | Лют.                | Бер.                | Квіт.               | Трав.               | Черв.               | Лип.                | Серп.               | Вер.                | Жовт.               | Лист.               | Груд.               | Рік                 |
| Середній максимум, °C | 11,9                | 14,6                | 18,3                | 23,1                | 27,6                | 32,4                | 33,3                | 32,2                | 29,1                | 23,8                | 17,0                | 12,4                | 22,9                |
| Середній мінімум, °C  | −4                  | −2,5                | 0,4                 | 4,7                 | 9,6                 | 14,5                | 17,1                | 16,2                | 12,1                | 5,8                 | −0,2                | −3,5                | 5,8                 |
| Норма опадів, мм      | 10                  | 11                  | 16                  | 20                  | 39                  | 40                  | 59                  | 66                  | 42                  | 32                  | 13                  | 15                  | 363                 |
| --------------------- | ------------------- | ------------------- | ------------------- | ------------------- | ------------------- | ------------------- | ------------------- | ------------------- | ------------------- | ------------------- | ------------------- | ------------------- | ------------------- |
| Джерело: WRCC         |                     |                     |                     |                     |                     |                     |                     |                     |                     |                     |                     |                     |                     |

## Демографія
Згідно з переписом 2010 року, у місті мешкало 2848 осіб у 981 домогосподарстві у складі 621 родини. Густота населення становила 220 осіб/км².  Було 1178 помешкань (91/км²).
Расовий склад населення:
| - 69,2 % — білих - 2,4 % — чорних або афроамериканців - 2,0 % — корінних американців - 1,8 % — азіатів - 21,1 % — осіб інших рас |

До двох чи більше рас належало 3,4 %. Частка іспаномовних становила 79,4 % від усіх жителів.
За віковим діапазоном населення розподілялося таким чином: 20,5 % — особи молодші 18 років, 66,6 % — особи у віці 18—64 років, 12,9 % — особи у віці 65 років та старші. Медіана віку мешканця становила 36,3 року. На 100 осіб жіночої статі у місті припадало 146,4 чоловіків;  на 100 жінок у віці від 18 років та старших — 155,2 чоловіків також старших 18 років.
Середній дохід на одне домашнє господарство  становив 42 962 долари США (медіана — 30 563), а середній дохід на одну сім'ю — 54 279 доларів (медіана — 41 292). Медіана доходів становила 24 612 долари для чоловіків та 30 603 долари для жінок. За межею бідності перебувало 19,2 % осіб, у тому числі 27,8 % дітей у віці до 18 років та 13,0 % осіб у віці 65 років та старших.
Цивільне працевлаштоване населення становило 966 осіб. Основні галузі зайнятості: роздрібна торгівля — 23,9 %, публічна адміністрація — 22,2 %, освіта, охорона здоров'я та соціальна допомога — 21,0 %.